# メキシコヒマワリ
メキシコヒマワリ（学名：Tithonia rotundifolia）はキク科ニトベギク属の一年草。中央アメリカ原産。和名は、英名である Mexican sunflower の日本語訳から。また、属の学名からチトニアとも呼ばれる。

## 特徴
草丈は150〜200cmと高く、横にも同程度に広がる大型の植物である。夏から秋にかけて鮮やかな朱色の花が咲くため観賞用として栽培される。
葉は柄がある大きなものが互生する。茎や花茎は中空になっているためやや折れやすい。花の直径は7〜12cmで花弁は12〜13枚が多い。花色は朱色の他に橙色や黄色の品種もある。花弁が散った後にできる実は、種が熟すに従って鋭い棘状になる。
属の学名はギリシア神話の登場人物ティトニアに由来する。
北海道追分町（現在は早来町と合併して安平町）では「赤いひまわり」の愛称で町の花に指定していた。また、北海道出身の歌手、美咲じゅん子がキングレコードから発売した「赤いひまわり」（KICM-30645「情愛に流されて(失楽の海)」に収録)という曲がある。